# Edouard Fouré Caul-Futy
Edouard Fouré Caul-Futy (Bagnolet, 1980) è un musicologo ed etnomusicologo francese.

## Biografia
Edouard Fouré Caul-Futy ha studiato chitarra classica e canto presso il CRR di Aubervilliers, nell'ambito della sua tesi in etnomusicologia, ha pubblicato degli articoli sulle gare di canto del Cantu a chiterra che si svolgono in Sardegna.
Lo studioso, noto soprattutto come specialista di musica barocca, ha insegnato analisi della musica antica e l'ascolto e commentato di composizioni di musica barocca/classica alla Università Paris-Sorbonne.
Attualmente insegna la storia dell'arte come parte del Master professionale in Ingegneria Culturale - Amministrazione della Cultura presso l'Institut catholique de Paris.